# Robert Ludlum
Robert Ludlum (Nova York, 25 de maig de 1927 - Naples, Florida, 12 de març de 2001) va ser un novel·lista supervendes, autor d'obres de suspens com per exemple les dedicades a Jason Bourne. Va vendre més de 100 milions de llibres en trenta llengües diferents. La seva trama sol girar al voltant d'un heroi al marge del sistema, tot i que sovint involucrat amb la CIA o altres entitats similars, que descobreix una conspiració i ha de fer-li front enmig d'escenes d'acció. A part de la saga Bourne, destaquen els llibres The Chancellor Manuscript, The Matarese Circle i The Sigma Protocol. S'ha portat la seva obra al cinema en diverses ocasions.